# بورنيشيت
بورنيشيت 
تنطق بالفرنسية: [pɔʁniʃɛ]
```
؛ 
(
بالبريتانية
: 
Pornizhan
)‏
 ) هي 
بلدية
 في مقاطعة 
لوار أتلانتيك
 
في
 غرب 
فرنسا
 .
```

## جغرافية

### موقع
بورنيشيت هي مدينة ساحلية في Côte d'Amour ، تقع على بعد عشرات الكيلومترات غربسان نازير .
المدن المجاورة هي سان نازير ولا بول إسكوبلاك .

### الجغرافيا الفيزيائية
تقع بلدة بورنيشيت
- على الخط سيلون دي غيراندي، الموجه NW-SE ؛ تقع حدود المدينة على طريق غيراندي ، D392d ، في حوالي 4 كيلومترات من الشاطئ، في مكان يسمى بونت دي تير (تقاطع سكة حديد) في Quatre Vents ؛
- على حزام صخري ساحلي يقع في مقدمة سيلون دي غيراندي (نفس الاتجاه) ، بين رأسين صخريين، بوانت دو بيك و بوانت دي لا لاند (الحدود مع سان نازير) ، مفصولة عن 4.25 كم؛
- على الأراضي الرملية، جزء من وحدة الكثبان الرملية في إسكوبلاك ، بين المكان المسمى مازي (الحدود مع لا بول إسكوبلاك) و بوانت دو بيك (الطول: 2 كم؛ عرض: 100 متر في مازي 1 كم في الرأس) ؛
- في منطقة المستنقعات السابقة (مضمار السباق).

أدنى ارتفاع (باستثناء الخط الساحلي) هو 4 أمتار في مضمار السباق. يبلغ ارتفاع الكثبان الرملية خلف شاطئ الميزان 9 أمتار. يمكن أن تصل منحدرات بون سورس وسان مارغريت إلى 12 مترًا. عند الذهاب إلى الداخل، تزداد الارتفاعات تدريجياً حتى 44 مترًا. تقع أعلى نقطة في قرية تسمى فيل بليس .

### الشاطئ والشواطئ
يوجد في بورنيشيت ثلاثة شواطئ: في الغرب، شاطئ الميزان ( برج الميزان ) ، من 2 كم طول، جزء من خليج بوليجوين ( باي دو بوليجوين ) ، مشتركة مع لا بول ؛ تم تحديد الحدود من قبل خور مازي (تحت الأرض حاليا). في الشرق، بين بوانت دو بيك و بوانت دي لا لاند ، توجد شواطئ Bonne-Source (2.5 كم) وسانت مارغريت (1.5 km) ، مفصولة برأس صخري يسمى بوانت دي كونجريجو .

## أسماء المواقع الجغرافية
يأتي اسم بورنيشيت من بورت، والذي يمكن ترجمته إلى Nested Port[محل شك] . تم تسمية المدينة وفقًا لخصائصها الرئيسية لميناء يقع في تجويف على طول قناة عمل الملح، والتي كانت تربط أعمال الملح (مضمار السباق الحالي) والخليج.

## تاريخ
حتى تم إنشاء المدينة في عام 1900 ، كانت بورنيشيت قرية صغيرة في سان نازير .

## المدن الشقيقة
- بكسباخ (ألمانيا)
- سان فايسينت دي لا بارجويرا (إسبانيا)